# Monoxenus nigrofasciaticollis
Monoxenus nigrofasciaticollis är en skalbaggsart som beskrevs av Stefan von Breuning 1967. Monoxenus nigrofasciaticollis ingår i släktet Monoxenus och familjen långhorningar.
Artens utbredningsområde är Kenya. Inga underarter finns listade i Catalogue of Life.